# Ивановское (Запорожская область)
Ивановское (укр. Іванівське) — село,
Сторчевский сельский совет,
Новониколаевский район,
Запорожская область,
Украина.
Код КОАТУУ — 2323686204. Население по переписи 2001 года составляло 333 человека .

## Географическое положение
Село Ивановское находится на расстоянии в 1 км от села Сторчевое и в 2-х км от села Берестовое.
По селу протекает пересыхающий ручей с запрудой.

## История
- 1889 год — дата основания как село Нижнее Сторчевое.